# Киселёв, Руслан Владимирович
Руслан Владимирович Киселёв (род. 16 января 1992, Реутов, Московская область) — российский самбист и дзюдоист, призёр чемпионатов России по дзюдо, чемпион России по дзюдо в командном зачёте (2013, 2018), чемпион и призёр чемпионатов России по самбо, чемпион мира по самбо, победитель и призёр международных турниров, мастер спорта России международного класса по дзюдо (2015). Родился и живёт в Реутове. Выступает в полутяжёлой категории (до 100 кг). Представляет спортивный клуб «Динамо» (Москва). Его первым тренером был А. В. Артамонов. Впоследствии тренировался под руководством В. И. Конина и Д. Б. Кабанова.

## Спортивные результаты

### Дзюдо
- Чемпионат России по дзюдо 2013 года — ;
- Чемпионат России по дзюдо 2016 года — ;
- Чемпионат России по дзюдо 2018 года — ;

### Самбо
- Чемпионат России по самбо 2018 года — ;
- Чемпионат России по самбо 2019 года — ;
- Чемпионат России по самбо 2020 года — ;